# Дворянское гнездо (опера)
«Дворянское гнездо» — опера в четырёх актах и пяти картинах русского композитора Владимира Ребикова по одноимённому роману Ивана Тургенева. Завершена в 1916 году, клавир оперы опубликован в 1917 году в издательстве Юргенсона. Сам композитор определил жанр своего произведения как «музыкально-психографическая драма». Впервые поставлена 22 января 1995 года в Камерном музыкальном театре в Москве.

## Действующие лица
| - Марфа Тимофеевна Пестова — контральто - Марья Дмитриевна Калитина — меццо-сопрано - Лиза, её дочь — сопрано - Леночка, её дочь — сопрано - Калитин, её сын — тенор - Фёдор Иванович Лаврецкий — баритон - Варвара Павловна Лаврецкая, его жена — сопрано | - Христофор Фёдорович Лемм — бас - Владимир Николаевич Паншин — тенор - Сергей Петрович Гедеоновский — бас - Шура - Катя - Петя - Лакей |  |

## Особенности
Характерной особенностью текста оперы стало строгое следование литературному первоисточнику: основу либретто составили диалоги, дословно перенесённые из романа Тургенева. Исключением являются присутствующие в либретто оперы три стихотворения Василия Жуковского: «Не прекрасна ли фиалка…» (романс Лизы), «Когда я был любим» (романс Паншина) и «Блажен, кто без тебя тобой одним пылает» (романс Варвары Павловны), которые воссоздают атмосферу усадебного быта 1840-х годов.
В «Дворянском гнезде» Ребиков делает акцент на взаимоотношениях Лизы и Лаврецкого, внутренней жизни и переживаниях героев. Опере присуща камерность и малособытийность. По сравнению с романом Тургенева место действия в драме Ребикова практически не меняется. Своеобразие оперы проявляется в отсутствии увертюры и законченных ариозных построений.
Обозначив жанр своего произведения как «музыкально-психографическая драма», Ребиков указывал на его главную особенность: музыка в нём «является только средством вызывать в слушателях чувства и настроения» и может не иметь самостоятельного значения. Цель драмы виделась композитору в том, чтобы заставить слушателя «поверить в жизненную правду всего того, что он слышит и видит». Для достижения этой цели Ребиков предъявлял повышенные требования к музыкантам. Так, в авторском предисловии к опере издания 1917 года он отмечал: «Если музыканты будут только „играть ноты“, то захвата, передачи чувств не воспоследует, и слушатель ничего не почувствует, останется холодным наблюдателем. А надо так играть, чтоб слушатель сам в душе своей перечувствовал все чувства, все настроения, которые по ходу драмы следуют. Только при этом условии, при игре с чувством, с настроением можно добиться того, что слушатели будут сочувствовать лицам драмы, поверят в истинность того, что перед ними происходит».
Отдельные ремарки Ребиков посвятил исполнителям партий. Композитор особо подчёркивал, что все роли этой драмы, кроме романсов Паншина, Лизы и Лаврецкой, нужно исполнять «тоновым говором», а не пением. При этом романсы Лизы и Паншина, которые не учились петь, необходимо исполнять по-любительски, а романс Лаврецкой — артистически («видно, что брала уроки в Париже у хорошего профессора пения»).

## Сценическая жизнь
Несмотря на интерес со стороны Владимира Немировича-Данченко, опера Ребикова вплоть до середины 1990-х годов не ставилась на театральной сцене. Лишь по прошествии десятилетий Мстислав Ростропович предложил поставить «Дворянское гнездо» Борису Покровскому. Премьера оперы на сцене Московского государственного академического Камерного музыкального театра состоялась 22 января 1995 года. В 2009 году оперный спектакль возобновлён в новой редакции. В 2018 году Мариинский театр в Санкт-Петербурге представил оперу Ребикова в концертном исполнении.